# Philip Slone
Philip Slone (New York, 1907. január 20. – West Palm Beach, 2003. november 4.) válogatott amerikai labdarúgó.

## Pályafutása
1928–29-ben a New York Hakoah, 1929–30-ban a New York Giants, 1930–31-ben a Hakoah All-Stars, 1933 és 1940 között a New York Brookhattan labdarúgója volt.
Az amerikai válogatott tagjaként részt vett az 1930-as világbajnokságon.

## Sikerei, díjai
USA
- Világbajnoki bronzérmes (1): 1930